# 曽我部静雄
曽我部 静雄（そがべ しずお、1901年10月7日 - 1991年1月2日）は、日本の東洋史学者。

## 略歴
徳島県美馬郡美馬町（現美馬市）出身。1927年京都帝国大学文学部史学科卒、1947年「宋代財政史」で文学博士。
京都帝大副手、東北帝国大学法文学部助教授を経て、1940年教授。東北大学教授、1965年定年退官し名誉教授。1966年国士舘大学教授。1973年退職。

## 著書
- 『開封と杭州』 (支那歴史地理叢書7) 冨山房 1940年
- 『宋代財政史』生活社 1941年
- 『支那政治習俗論攷』筑摩書房 1943年
- 『日宋金貨幣交流史』宝文館 1949年
- 『均田法とその税役制度』大日本雄弁会講談社 1953年
- 『中国及び古代日本における郷村形態の変遷』吉川弘文館 1963年
- 『日中律令論』 (日本歴史叢書) 吉川弘文館 1963年
  - 『日中律令論』（新装版）吉川弘文館〈日本歴史叢書 4〉、1995年。
- 『律令を中心とした日中関係史の研究』吉川弘文館 1968年
- 『中国律令史の研究』吉川弘文館 1971年
- 『宋代政経史の研究』吉川弘文館 1974年
- 『中国社会経済史の研究』吉川弘文館 1976年

### 訳注
- 桓寛『塩鉄論』訳注 岩波文庫 1934、復刊1994ほか

### 回想
- 東方学会 編『学問の思い出（2）』刀水書房〈東方学回想 Ⅵ〉、2000年。 - 座談での回想（下記は元版）
  - 学問の思い出--曽我部静雄博士を囲んで〔含 略歴・主要著作目録〕秋月観暎 [他]東方学 (81), p196-215,肖像2p, 1991-01